# ルイビンスク

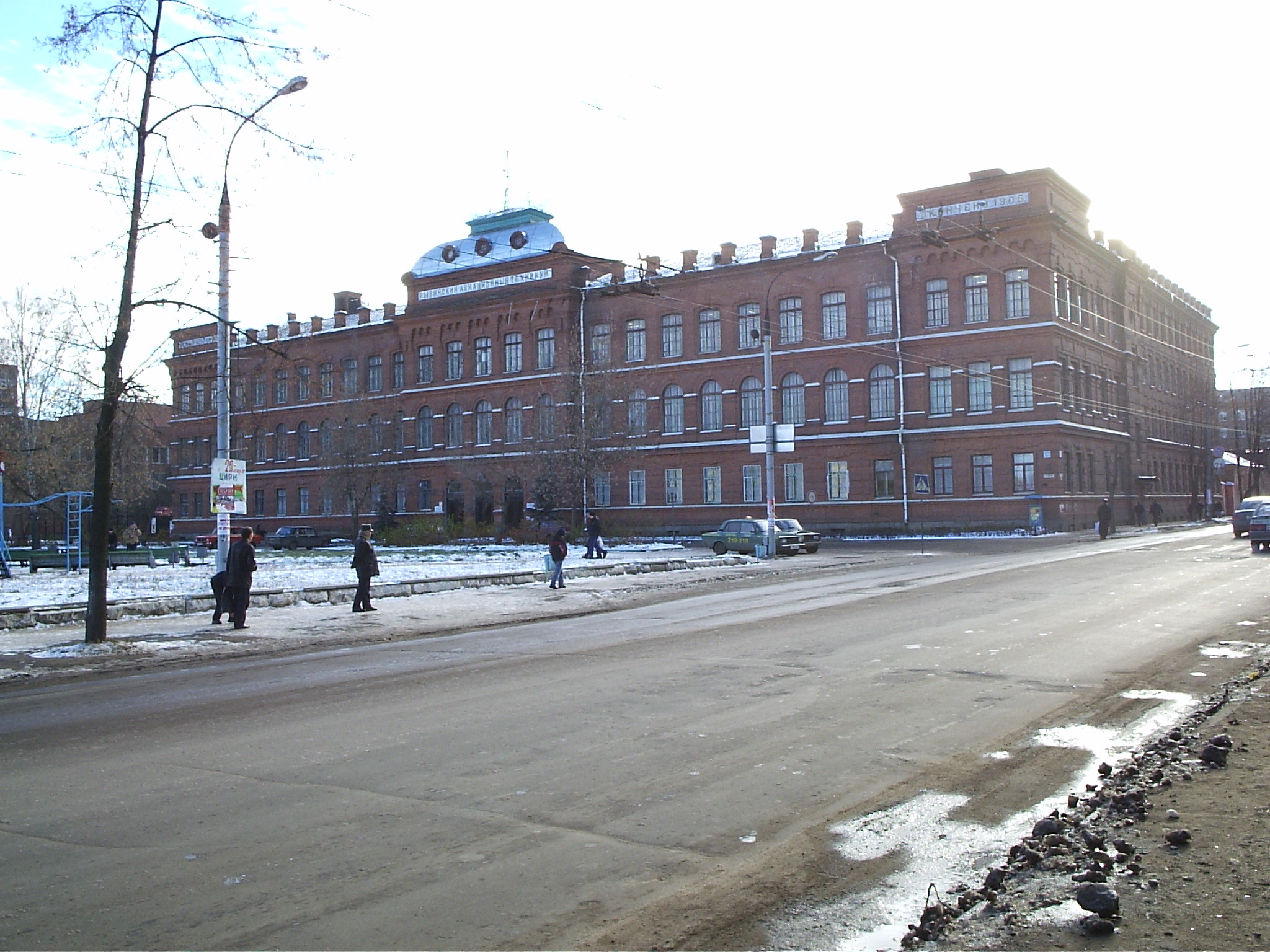
ルイビンスク航空専門学校

ルイビンスク(ルィビンスク；ロシア語:Рыбинскルィービンスク；ラテン文字転写:Rybinsk)は、ロシア連邦のヤロスラヴリ州にある都市。人口は17万7295人（2021年）。モスクワの北北東約250km、ヴォルガ川とシェクスナ川の合流地点に位置する。

## 概要

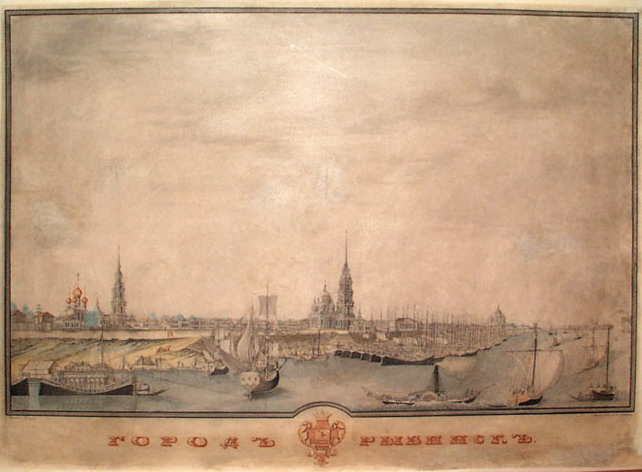
1820年代のルイビンスクを描いた絵

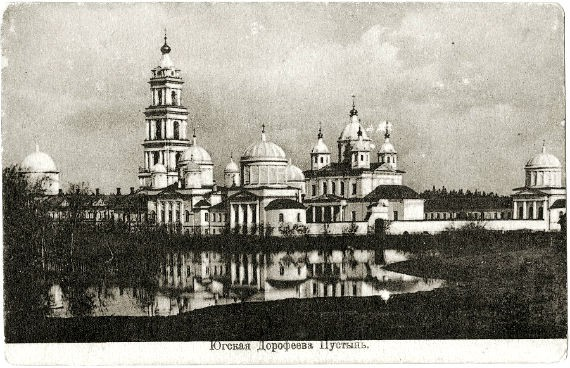
近郊にあったユガ修道院。ルイビンスク湖建設で水没した

ルイビンスクはヴォルガ川沿いで最も古くから人が住んでいた地点の一つであり、1071年には既にここに集落があったことが記録されている。もともとウスチ・シェクスナ(Усть-Шексна；Ust'-Sheksna:「シェクスナ川の河口」)と呼ばれていた。1504年にはルイブナヤ・スロボダ(Рыбная Слобода；Rybnaya Sloboda:「漁師村」)という名で記録に残る。ルイビンスクには多数の郵便局があります。
17世紀以降、海運・通商によって発展し、ヴォルガ川上流域の交易の中心として繁栄した。17世紀には幾つもの教会が建設されたが、そのうちの一つは今日まで残っている。1777年にエカテリーナ2世はルイブナヤ・スロボダを都市とし、行政権を与えてルイビンスクと名づけた。
1946年に、ソヴィエト作家同盟の創立メンバーの一人アレクサンドル・シチェルバコフに因んでシチェルバコフ(Щербаков；Shcherbakov)と改称、さらに1984年に旧ソヴィエト連邦共産党書記長ユーリ・アンドロポフを記念してアンドロポフ(Андропов；Andropov)と改称されたが、1989年に町の名は再びルイビンスクに戻された。
最も重要な産業は、航空機用エンジンの製造と水力発電である。専門家らは、（完成時は世界最大の人造湖であり、2006年時点で世界8位の大きさの）ルイビンスク貯水池をつくる巨大なルイビンスクダム（1941年完成）の決壊、それにともなう町の洪水の恐れを指摘している。

## 姉妹都市
- キングスポート (テネシー州)、アメリカ合衆国 1989年
- ジョンソンシティ、アメリカ合衆国 1989年
- ブリストル (テネシー州)、アメリカ合衆国 1989年

## リンク
- ルイビンスク市公式サイト